# Priobalno zemljišče
Priobalno zemljišče oziroma priobalni pas je zemljišče, ki meji na vodno zemljišče celinskih voda(rek, jezer in drugih stoječih voda) ter morja in somornice. Priobalna zemljišča so določena zaradi varstva voda in vodnih ekosisitemov ter zaradi zagotavljanja naravne dinamike voda in sedimentov.
Širino priobalnega zemljišča, varstveni režim na njih, kakor tudi izjeme določa Zakon o vodah v členih 14,29, ter 36-38.